# Нивийак
Нивийак (фр. Nivillac) — коммуна на северо-западе Франции, находится в регионе Бретань, департамент Морбиан, округ Ван, кантон Мюзийак. Расположена в 42 км к юго-востоку от Вана и в 63 км к северо-западу от Нанта, на левом берегу реки Вилен. Через территорию коммуны проходит национальная автомагистраль N165.
Население (2019) — 4 677 человек.

## Достопримечательности
- Церковь Святых Петра и Павла 1900—1902 годов, построенная на месте средневековой церкви. От старой церкви сохранилась картина «Христос Благословляющий» Хосе де Рибера
- Мост Морбиан через Вилен 90-х годов XX века
- Мельницы Бодёк и Сен-Кри

## Экономика
Структура занятости населения:
- сельское хозяйство — 10,5 %
- промышленность — 12,5 %
- строительство — 12,8 %
- торговля, транспорт и сфера услуг — 33,9 %
- государственные и муниципальные службы — 30,2 %

Уровень безработицы (2018) — 11,7 % (Франция в целом — 13,4 %, департамент Морбиан — 12,1 %). 

Среднегодовой доход на 1 человека, евро (2018) — 21 530 (Франция в целом — 21 730, департамент Морбиан — 21 830).

## Демография
Динамика численности населения, чел.

## Администрация
Пост мэра Нивийака с 2022 года занимает Ги Давид (Guy David). На внеочередных муниципальных выборах 2022 года возглавляемый им блок одержал был единственным.
| Период | Период | Фамилия                | Партия                                                       | Примечания                                       |
| ------ | ------ | ---------------------- | ------------------------------------------------------------ | ------------------------------------------------ |
| 1971   | 1977   | Жозеф Дано             |                                                              |                                                  |
| 1977   | 2014   | Жан Тома               | Объединение в поддержку Республики Союз за народное движение | геодезист, член Генерального совета департамента |
| 2014   | 2021   | Ален Гийяр             | Разные правые                                                | фермер, член Совета департамента                 |
| 2021   | 2022   | Беатрис Дениго (и. о.) |                                                              |                                                  |
| 2022   |        | Ги Давид               | Разные правые                                                | руководитель сельскохозяйственной компании       |

## Галерея

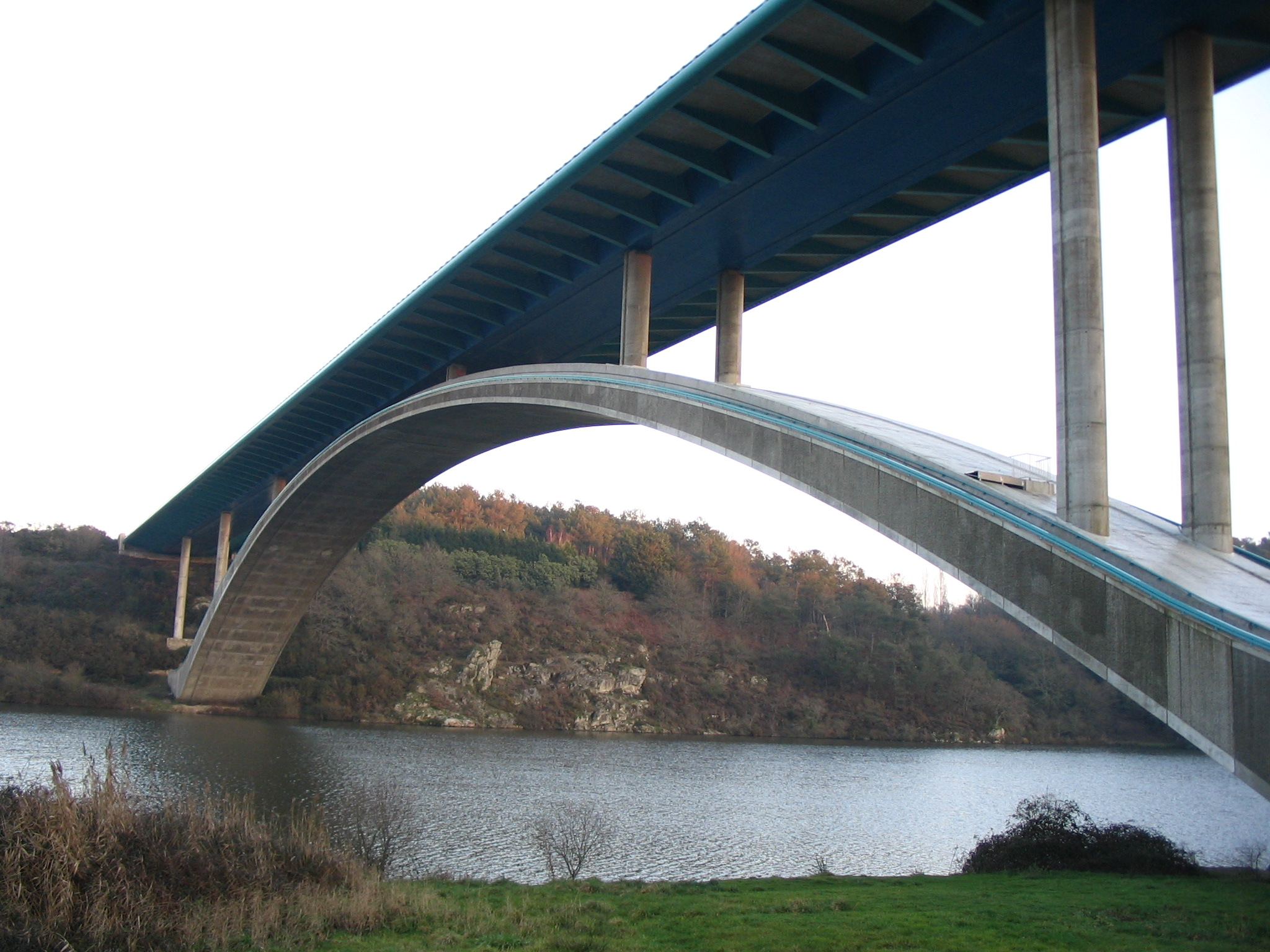
Мост Морбиан
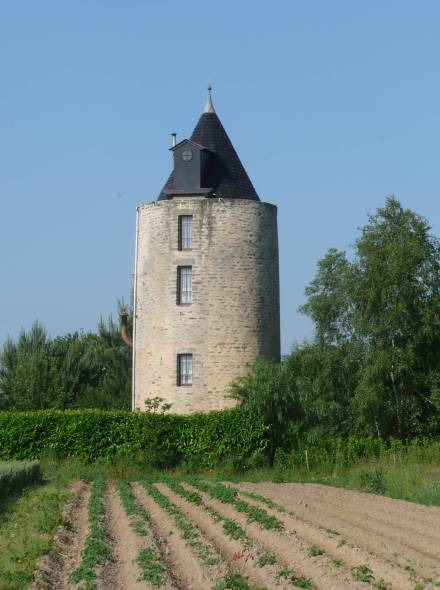
Мельница Бодёк